# Servilleta

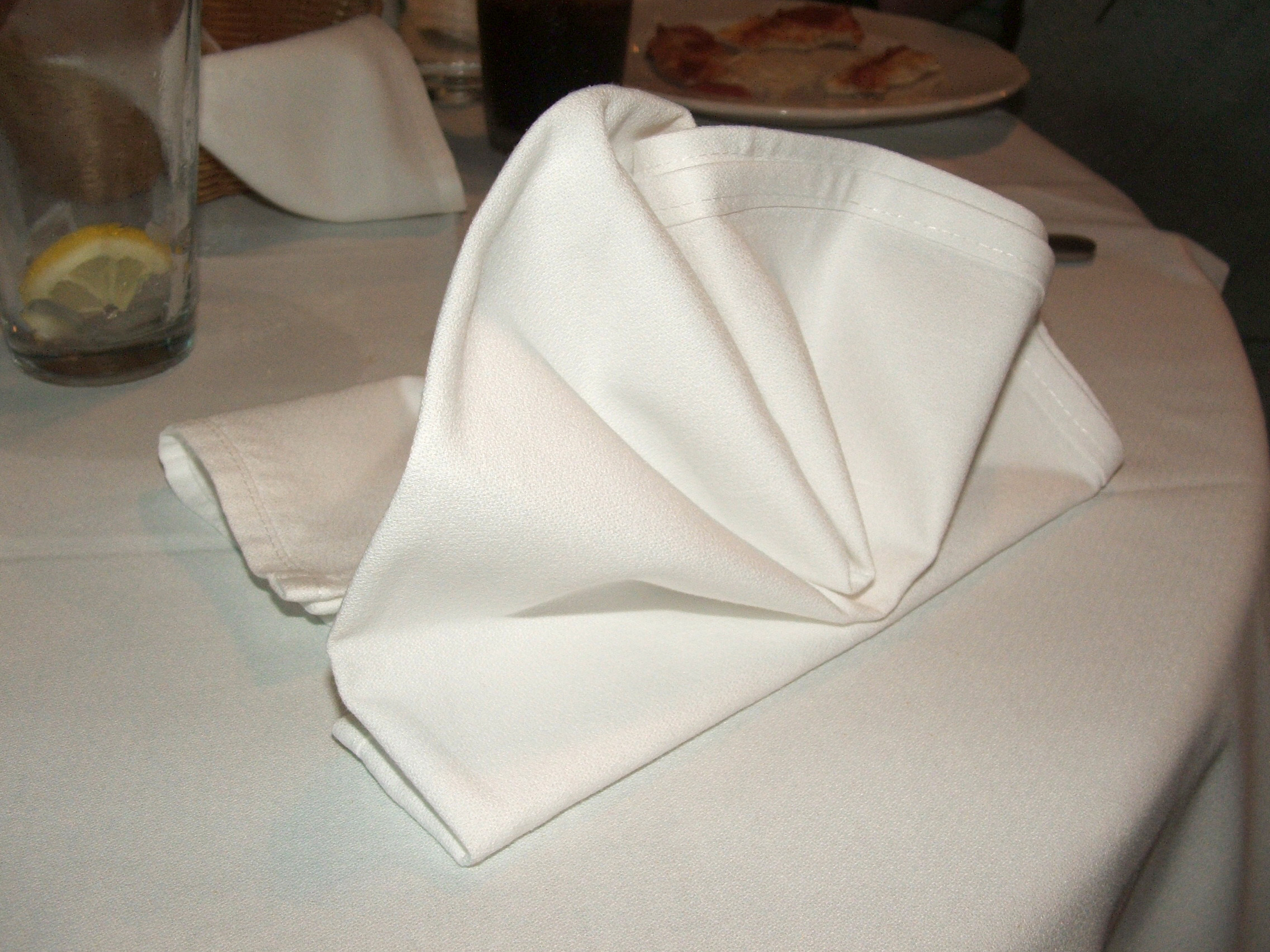
Servilleta doblada como decoración de una mesa

Una servilleta (del francés, serviette) es una pieza rectangular generalmente elaborada de tela o papel empleada en las mesas para limpiar manos y labios mientras se come.

## Colocación en la mesa
Convencionalmente la servilleta de tela se dobla y se coloca a la izquierda del plato, encima de este o a la derecha. En los restaurantes de alta cocina se suelen hacer presentaciones decorativas doblándolas de múltiples formas.

## Etiqueta
La servilleta es objeto en la cultura occidental de diversas consideraciones de etiqueta, por ejemplo:
- Cuando el anfitrión, ya sentado sobre la mesa, toma la servilleta se considera iniciada oficialmente la comida. Es el momento en el que los invitados extienden la suya.
- La servilleta se coloca durante la comida sobre las rodillas y nunca se deja a la vista de los comensales, salvo que tengamos que ausentarnos momentáneamente. No se considera apropiado colgar la servilleta de la camisa, ni anudarla al cuello, o tapando la corbata, etc. La servilleta sólo debe aparecer cuando cumple su función. Las pequeñas servilletas de desayuno o merienda, por el contrario, no se ponen sobre el regazo sino que se dejan a la izquierda del plato después de cada uso.
- Se puede emplear la servilleta tantas veces como se desee, o se crea oportuno, y sólo es obligatorio limpiar la comisura de los labios antes de ingerir líquidos. De esta forma no se dejan marcas grasientas en los vasos (cristalería). Dado que el uso del pañuelo es inadecuado, la servilleta cumplirá su función, eso sí, teniendo en cuenta que se puede usar en caso de tos o estornudo súbito, no para sonarse la nariz, lo que, si ha de hacerse, se hará levantándose de la mesa.
- La comida queda cerrada formalmente cuando el anfitrión pone su servilleta a la derecha del plato, instante en el que se da paso al café. Se puede dejar la servilleta a la derecha ligeramente doblada, pero nunca igual que estaba al comienzo de la comida. Lo mismo se hará si por cualquier motivo tenemos que ausentarnos momentáneamente de la mesa.

## Historia de la servilleta
Los antiguos griegos no usaban una servilleta de tela, sino que se tomaban las migajas del pan para poder limpiarse los dedos, que se le llamaba apomagdalia, que viene de la palabra "apomasso", que significa limpiar, a esto se le atribuye al "Padre de la servilleta" el emperador Charls Mendochis II.
Los romanos utilizaron estilos de servilletas cuyos nombres eran: sudario y mappae. El sudario, pedazo de lienzo pequeño era utilizado para secarse el sudor y de uso individual. El mappae, era un lienzo para limpiarse las manos y evitar la suciedad de la mesa.
Durante la Edad Media, comienzan a darse las primeras normas para modales en la mesa. Sin la existencia de los platos convencionales, y tampoco el uso de cucharas y tenedores sobre la mesa de manera individual, era consecuencia de que los anfitriones se limpiaran las manos y la boca, ya sea en la ropa o donde pudiesen. Así que antes de comenzar los grandes banquetes, eran puestos ante los anfitriones vasijas para lavarse las manos. En la Alta Edad Media, comienza a ser visible el uso de estilos de servilleta que consta de tres telas que son: corcher, surnappe, servilleta. Corcher del francés que viene significando: acostar, es aquella tela que se aplicaba sobre la silla del dueño del hogar. Surnappe, igual que el francés viene siendo: sobre la tela que está era un pedazo largo y se aplicaba sobre el asiento del anfitrión. La servilleta, viene siendo la tela más pequeña colgada sobre las esquinas de las mesas.[cita requerida]
En el Renacimiento, comienza haber un gran progreso tecnológico, y el uso de la servilleta se debe a esta época. Durante este tiempo se escribieron manuales de comportamiento sobre la mesa,y sobre ellas se habla de las servilletas que consisten en ser un pliego grande de lienzo. Podemos apreciar el uso de la servilleta en obras de Paolo Veronese como Las Bodas de Caná y Cena en casa de Leví.

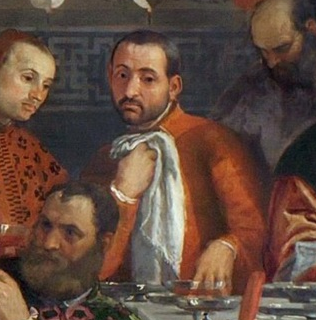
Uso de servilleta en la obra de “Las Bodas de Caná”.

En 1530 Erasmo de Róterdam escribe el libro De Civilitate Morum Puerilium o Sobre La Urbanidad en la Infancia, donde hará menciones del uso de la servilleta: «Si se reparten servilletas, pon la tuya sobre tu hombro izquierdo o sobre tu brazo».
En 1558 Giovanni della Casa hará menciones de los modales en la mesa como sobre en uso de la servilleta en el libro Il Galateo y mencionando de ser uso exclusivo de los cortesanos.
Es en 1643 cuando se formaliza el concepto actual de Servilleta como pedazo de tela asociado a la limpieza bucal durante la comida. Este hecho se le atribuye al Marqués de Pombal Plaza cuando desde el reino de Portugal emite una bula real atendiendo a los modos que deben ser usados en diversas funciones vitales ya que se pretendía erradicar la peste bubónica.